# DDNS
DDNS, Dynamic DNS 또는 DynDNS(동적 DNS)는 실시간으로 DNS를 갱신하는 방식이다. 주로 도메인의 IP가 유동적인 경우 사용된다. IP 주소가 바뀌어도 DDNS로 설정한 도메인값은 변하지 않기 때문에 쉽게 접속할 수 있다.

## 설명
DDNS는 구성된 호스트 이름, 주소 또는 기타 정보의 활성 DDNS 구성을 사용하여 DNS(도메인 이름 시스템)의 이름 서버를 실시간으로 자동 업데이트하는 방법이다.
이 용어는 두 가지 다른 개념을 설명하는 데 사용된다. 첫 번째는 수동 편집 없이 기존 DNS 레코드를 업데이트하는 데 사용되는 시스템을 의미하는 "동적 DNS 업데이트"이다. 이러한 메커니즘은 TSIG를 사용하여 보안을 제공한다. 두 번째 종류의 동적 DNS는 DNS 레코드 업데이트에 RFC2136 표준을 사용하지 않는 업데이트 클라이언트를 사용하여 가볍고 즉각적인 업데이트를 허용하는 경우가 많다. 이러한 클라이언트는 위치, 구성 또는 IP 주소를 자주 변경하는 장치에 대한 지속적인 주소 지정 방법을 제공한다.

## 같이 보기
- 공유기(라우터)